# Model monodomini
El model monodomini és una reducció del model bidodomini de la propagació elèctrica en el teixit del miocardi. La reducció prové de suposar que els dominis intracel·lulars i extracel·lulars tenen proporcions d'anisotropia iguals. Tot i que no és tan precís fisiològicament com el model bidomain, encara és adequat en alguns casos i té una complexitat reduïda.

## Formulació
Ser {\displaystyle \mathbb {T} } el límit del domini del model, el model monodomini es pot formular de la següent manera{\displaystyle {\frac {\lambda }{1+\lambda }}\nabla \cdot \left(\mathbf {\Sigma } _{i}\nabla v\right)=\chi \left(C_{m}{\frac {\partial v}{\partial t}}+I_{\text{ion}}\right)\quad \quad {\text{en }}\mathbb {T} ,}on {\displaystyle \mathbf {\Sigma } _{i}} és el tensor de conductivitat intracel·lular, {\displaystyle v} és el potencial transmembrana, {\displaystyle I_{\text{ion}}} és el corrent iònic transmembrana per unitat d'àrea, {\displaystyle C_{m}} és la capacitat de la membrana per unitat d'àrea, {\displaystyle \lambda } és la relació de conductivitat intracel·lular a extracel·lular, i {\displaystyle \chi } és la superfície de la membrana per unitat de volum (de teixit).

## Derivació
El model de monodomini es pot derivar fàcilment del model de bidomini. Aquest últim es pot escriure com{\displaystyle {\begin{aligned}\nabla \cdot \left(\mathbf {\Sigma } _{i}\nabla v\right)+\nabla \cdot \left(\mathbf {\Sigma } _{i}\nabla v_{e}\right)&=\chi \left(C_{m}{\frac {\partial v}{\partial t}}+I_{\text{ion}}\right)\\\nabla \cdot \left(\mathbf {\Sigma } _{i}\nabla v\right)+\nabla \cdot \left(\left(\mathbf {\Sigma } _{i}+\mathbf {\Sigma } _{e}\right)\nabla v_{e}\right)&=0\end{aligned}}}Suposant relacions d'anisotropia iguals, és a dir {\displaystyle \mathbf {\Sigma } _{e}=\lambda \mathbf {\Sigma } _{i}}, la segona equació es pot escriure com{\displaystyle \nabla \cdot \left(\mathbf {\Sigma } _{i}\nabla v_{e}\right)=-{\frac {1}{1+\lambda }}\nabla \cdot \left(\mathbf {\Sigma } _{i}\nabla v\right).}Aleshores, inserint-ho a la primera equació del bidomain dona l'equació única del model de monodomini{\displaystyle {\frac {\lambda }{1+\lambda }}\nabla \cdot \left(\mathbf {\Sigma } _{i}\nabla v\right)=\chi \left(C_{m}{\frac {\partial v}{\partial t}}+I_{\text{ion}}\right).}